# Roberto Guimarães
Roberto Guimarães (São João del-Rei (MG), 4 de dezembro de 1938), é um compositor e violonista brasileiro. 
Músico autodidata, Roberto Guimarães foi um dos pioneiros do movimento da Bossa Nova em Minas Gerais. Começou a compor no final dos anos 50, criando letras e músicas no violão e teclado, quando teve sua canção Amor Certinho gravada por João Gilberto no disco O Amor, o Sorriso e a Flor, em 1960.

## Biografia
Começou sua carreira musical aos 14 anos, tocando violão, compondo, e participando de serenatas com o parceiro e amigo Pacífico Mascarenhas. Nessa época teve contato com a Bossa Nova pelo rádio e por meio de seu primo, que morava no Rio de Janeiro e era aluno da academia de violão de Carlos Lyra. 
Ainda com incipiente carreira, teve a oportunidade de conhecer João Gilberto em 1959, em razão de um show realizado em Belo Horizonte, na sede do Minas Tênis Clube. Após o show, algumas amigas em comum o convidaram ao apartamento de uma tia de Astrud Gilberto, então casada com João Gilberto. Ao ser apresentado tocou cinco músicas e João após escutar Amor Certinho prometeu gravá-la. 
A música Amor Certinho foi gravada por João Gilberto no disco do cantor O Amor, o Sorriso e a Flor, lançado em Maio de 1960 com arranjos de Tom Jobim. 
Antes disso, a música fora apresentada por João Gilberto a Jonas Silva, e gravada em um 45 rpm de 1959, com João Donato no trombone, Ed Lincoln no piano, João Gilberto no violão, Bebeto Castilho no contrabaixo e Milton Banana na bateria. 
Ao longo dos anos Amor Certinho foi gravada por diversos outros músicos, como Leila Pinheiro, Luiz Melodia, Ana Martins, dentre outros. 
Roberto Guimarães já teve também outras canções gravadas por vários intérpretes ao longo de sua carreira, como Serenata Branca por Sérgio Ricardo, Em Canto Antigo por Luiz Cláudio, Tardinha e Além do Horizonte pelo conjunto Sambacana, Seis Cordas e Uma Voz e Para Haver Amor por Carlos Hamilton, Da Cor do Sei Lá por Célio Balona.
Em Belo Horizonte, integrou o grupo musical Sambacana, criado pelo compositor, amigo e parceiro Pacífico Mascarenhas, juntamente com Marcos de Castro, Alceu Tunes, Gilberto Mascarenhas e Nielsen de Almeida. Participou também do Coral de Ouro Preto, conjunto formado pelo pianista Ubirajara Cabral, que lançou dois discos e realizou várias apresentações em Minas e no Rio na década de 60.
Em março de 1980 lançou o livro de poesias Serenata Branca pela Editora Comunicação, com poemas e letras de algumas de suas músicas. 
Ao aposentar-se de sua careira de economista, dedicou-se ao lançamento de dois álbuns autorais em 2003 e 2009, com produção de Robertinho Brant e participações de Lô Borges, Tadeu Franco, Affonsinho, Bob Tostes, Seu Jorge, Marina Machado, Flávio Venturini, Toninho Horta, Chico Amaral, Paulinho Pedra Azul, dentre outros.

## Discografia
- Amor Certinho (Independente, 2003)
- Saudade de Mim (Independente, 2009)